# Jesper Brandt
Jesper Magnus Waldemar Brandt, född 13 september 1993, är en svensk fotbollsspelare som spelar för Utsiktens BK.

## Karriär

### Tidig karriär
Brandt började spela fotboll som sexåring i Qviding FIF:s sommarfotbollsskola. Som åttaåring gick Brandt till IFK Göteborg som han tillhörde mellan 2001 och 2012. Under 2012 spelade han även för GAIS U19-lag.

### Jonsereds IF
Inför säsongen 2013 gick Brandt till Jonsereds IF. Han spelade 20 matcher för klubben i Division 2 Norra Götaland 2013.

### IFK Värnamo
Den 23 januari 2014 värvades Brandt av IFK Värnamo, där han skrev på ett tvåårskontrakt. Brandt gjorde sin Superettan-debut den 12 april 2014 i en 3–1-vinst över Östersunds FK, där han blev inbytt i den 87:e minuten mot Sebastian Göransson. Brandt spelade totalt fem ligamatcher i Superettan 2014. Han missade större delen av säsongen 2015 på grund av ett benbrott. Efter säsongen 2015 erbjöds inte Brandt något nytt kontrakt och lämnade klubben.

### Qviding FIF
I december 2015 värvades Brandt av Qviding FIF, där han skrev på ett ettårskontrakt. Brandt spelade 24 matcher och gjorde ett mål i Division 1 Södra 2016.

### Norrby IF
Den 17 december 2016 värvades Brandt av Norrby IF, där han skrev på ett treårskontrakt. Brandt missade hela säsongen 2018 på grund av skadebekymmer.

### GAIS och Utsiktens BK
Den 28 november 2019 värvades Brandt av GAIS, där han skrev på ett tvåårskontrakt. I mars 2021 lånades Brandt ut till division 1-klubben Utsiktens BK på ett låneavtal över säsongen.
Inför säsongen 2022 blev Brandt kvar i Utsiktens BK och skrev på ett tvåårskontrakt med klubben. I juli 2023 förlängde han sitt kontrakt fram över säsongen 2025.